# Neuf écoles de la montagne

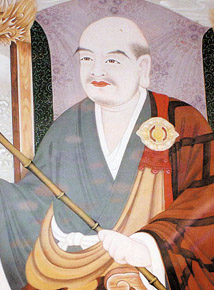
Doui, élève de Zhizang et Baizhang, qui a fondé l'école Gaji san (迦智山) à Borimsa.

Les neuf écoles de la montagne sont une branche du bouddhisme son, coréen. Elles ont été fondées durant la période Silla et suivaient le mouvement Son. Elles regroupaient de nombreuses branches; chacune d'entre elles ayant sa montagne et son monastère.
La transmission initiale du son en Corée est généralement attribuée à Beomnang (法朗, 632-646) qui aurait été étudiant auprès du maître chinois Daoxin (道信, 580-651). Le son est plus tard surtout popularisé par Sinhaeng (神行, 704-779) dans la dernière partie du huitième siècle et par Doui (道義, mort en 825) au début du neuvième siècle. À partir de là, de nombreux Coréens ont étudié le Chan en China et, à leur retour, ont établi leurs propres écoles dans divers monastères de montagne avec leurs principaux disciples.
Le nombre de ces écoles était initialement fixé à neuf, d'où leur nom. Huit de ces écoles étaient de la lignée de Mazu Daoyi (馬祖道一, 709-788), étant donné qu'elles ont été établies en connexion avec lui ou l'un de ses éminents disciples :
1. L'école Gaji san (迦智山), établie à Borimsa (寶林寺) sous l'influence de Doui et de son grand-étudiant Chejing (體澄, 804-890). Doui a étudié en Chine auprès de Zhizang (735-814) et Baizhang Huaihai (百丈, 749-814).
2. L'école Seongju san (聖住山), établie par Muyeom (無染, 800-888) qui a reçu son inga de Magu Baozhe (麻谷寶徹, né en 720?).
3. L'école Silsangsan (實相山), établie par Hongcheok (洪陟, fl. 830), qui a également étudié auprès de Zhizang.
4. L'école Huiyang san (曦陽山), établie par Beomnang et Chiseon Doheon (智詵道憲, 824-882), qui a étudiant auprès d'un professeur coréen de la transmission Mazu.
5. L'école Bongnim san (鳳林山), établie par Weongam (圓鑑, 787-869) et son étudiant Simhui (審希, IXe siècle). Weongam était un étudiant de Zhangjing Huaihui (章敬懷暉, 748-835).
6. L'école Dongni san (桐裡山), établie par Hyejeol (慧徹, 785-861) qui était un étudiant de Zhizang.
7. L'école Sagul san (闍崛山), établie par Beom'il (梵日, 810-889), qui a étudié en Chine auprès de Yanguan Qian (鹽官齊安, 750?-842) et Yuesha Weiyan (樂山惟嚴).
8. L'école Saja san (獅子山), établie par Doyun (道允, 797-868), qui a étudié auprès de Nanquan Puyan (南泉普願, 748-835).

Le neuvième de ces premières écoles est l'école Sumi san (須彌山) fondée par Ieom (利嚴, 869-936), qui s'est développé à partir de la lignée caodong (曹洞).

## Sources
- Voir le livre de Lee Seung-yeon, On the formation of the upper monastic area of seon buddhist temples from Korea's late Silla to the Goryeo era, page 8.